# Синаптичний пухирець

Пресинаптичний нейрон A (що передає) і постсинаптичний нейрон B (що приймає сигнал)
1. Мітохондрія
2. Синаптичний пухирець з нейротрансмітером
3. Авторецептор
4. Синапс, де виділяється нейротрансмітер
5. Постсинаптичні рецептори, що активуються нейротрансмітером
6. Кальцієвий канал
7. Екзоцитоз пухирця
8. Повторно захоплений нейротрансмітер

Синаптичні пухирці або синаптичі везикули нейрону — оточені мембраною пухирці, що зберігають нейротрансмітерні речовини, які виділяються під час кальцій-залежного екзоцитозу на пресинаптичному закінченні в синаптичну щілину синапсу. Ці пухирці важливі для передачі нервового імпульсу між нейронами та постійно створюються ними.
Вони утворені з фосфоліпідів і мають діаметр близько 30 нанометрів.
Частина синаптичних везикул завжди прикріплена до пресинаптичної мембрани, готові злитися з нею та виділити нейромедіатор у синаптичну щілину. Інші знаходяться в глибині синапсу.